# NAT64
NAT64 je jeden z mechanismů usnadňujících přechod od IPv4 k IPv6. Jeho cílem je vzájemný překlad datagramů, aby spolu mohla komunikovat zařízení podporující odlišné verze protokolu. Vychází ze svého předchůdce NAT-PT, který byl však kvůli svým problémům (zpravidla se jednalo o zásahy do DNS) odmítnut. Významnou koncepční změnou proti NAT-PT je, že NAT64 je navržen jako asymetrický - umožňuje navázat komunikaci z koncové IPv6 sítě do IP Internetu, nikoli však obráceně. Je definován v RFC 6146.
Zařízení implementující NAT64 je umístěno mezi koncovou IPv6 síť a IPv4 Internet. Datagramy, které mají být mezi nimi předány, překládá podle pravidel definovaných v RFC 6145. Jejich součástí je řada omezení, například nejsou podporovány jakékoli IPv4 volby či IPv6 rozšiřující hlavičky. Důležitou součástí překladu je vzájemné mapování adres, jehož chování se liší v závislosti na směru překladu.
IPv4 adresy jsou do mnohem většího adresního prostoru IPv6 mapovány staticky bezstavově. Pro tento účel slouží prefix délky nanejvýš 96 bitů - buď dobře známý prefix 64:ff9b::/96 podle RFC 6052, nebo prefix definovaný správcem sítě. IPv4 adresa je při mapování do IPv6 připojena za prefix. Směrování v místní IPv6 síti zajistí, aby byl prefix směrován na zařízení implementující NAT64.
Pro mapování IPv6 adres do IPv4 se používá dynamický stavový přístup podobný mapování privátních IPv4 adres na veřejné v současných IPv4 NATech. NAT64 obsahuje dynamickou mapovací tabulku obsahující položky vzájemně mapované dvojice s IPv6 adresou a portem stroje z místní sítě a IPv4 adresou a portem, jimiž jsou reprezentovány v IPv4 datagramech. Jako IPv4 adresa je typicky použita adresa NAT64 zařízení a datové toky jsou rozlišeny jen čísly portů. Mapovací tabulky jsou udržovány odděleně pro protokoly TCP, UDP a ICMP. Položka je do nich přidána automaticky, když některé ze zařízení místní sítě navazuje komunikaci do IPv4 Internetu. NAT64 eviduje probíhající datové toky a položku z mapovací tabulky automaticky odstraní, když pro ni neexistuje žádný aktivní datový tok.
Specifikace zmiňuje i možnost existence trvalých položek v mapovací tabulce, jejichž prostřednictvím lze v omezené míře zajistit dosažitelnost vybraných aplikací (např. serverů síťových služeb) z koncové IPv6 sítě v IPv4 Internetu. Komunikaci využívající těchto položek lze navázat i ve směru z IPv4 do IPv6.
NAT64 je obvykle nasazen společně s DNS64, jež zajišťuje mapování adres při vyhledávání v DNS.

## Implementace
- Cisco (2010 stateless, 2011 statefull)[1][2][3]
- Juniper (2010)[1][4]